# A Woman Is a Sometime Thing
A Woman Is a Sometime Thing is een aria van George Gershwin uit de opera Porgy and Bess uit 1935. De tekst is van DuBose Heyward. De aria werd het eerst uitgevoerd door Edward Matthews tijdens de première van de opera op 30 september 1935.

## Achtergrond
De aria, gezongen door Jake, een bariton, zit in het begin van de opera (akte 1, scène 1) en speelt zich af op een rustige zomeravond in Catfish Row, Charleston. Clara, zijn vrouw, krijgt met haar wiegelied "Summertime" de baby niet in slaap. Jake stopt met dobbelen en neemt de baby over en probeert hem in slaap te zingen met zijn visie over de vrouw, "A Woman Is a Sometime Thing" ('een vrouw is een wispelturig wezen'), wat uiteindelijk ook niet lukt tot algehele hilariteit van de mannen die aan het dobbelen zijn.
Eerste strofe:
Lissen to yo' daddy warn you,

'fore you start a-traveling,

Woman may born you,

Love you, an’ mourn you,

But a woman is a sometime thing,

Yes, a woman is a sometime thing.— (Gershwin/Heyward)
Mingo herhaalt de laatste regel van Jake: "Oh, a woman is a sometime thing."

## Kenmerken muziek[2]
De aria heeft de klassieke liedvorm A – B – A – coda en staat in de toonsoort G-mineur die door de verlaagde septiem (de blue note) veel weg heeft van Dorisch mineur. Het coda wordt gezongen door het hele koor (alle bewoners van Catfish Row): 'Yes, a woman is a sometime thing' op de wijze van een beurtzang.
Het tempo is 'poco meno', iets minder snel dan het voorafgaande Allegretto; kwartnoot is 96. De dynamiek is variërend van mf naar p naar f op het eind. De aria is heel ritmisch met overgebonden hopfiguren en accentverschuivingen.
De zanger en het koor worden begeleid door symfonieorkest waarbij de slagwerksectie uitgebreid is met drums.
De eerste vier maten van de aria:

## Vertolkers
- Harry Belafonte
- Mel Tormé
- Johnny Hartman
- Duke Ellington
- Louis Armstrong
- Tony Lakatos
- Jörg Achim Keller
- David Linx
- Jim Hall
- Buddy Collette
- Bud Shank
- Shelly Manne
- Bill Potts
- Pete Jolly
- Rex Stewart
- Pinky Williams
- Ray Charles
- Gene Quill
- Earl Swope
- Charlie Persip
- Markie Markowitz
- Bernt Rosengren
- Frank Roselino
- Sammy Davis Jr.
- Edmundo Ros
- Hank Jones
- Kenny Burrell
- Barry Galbraith
- Milt Hinton
- Osie Johnson
- Elvin Jones
- Paul Robeson
- Hank Jones
- Bruce Hubbard
- Arthur Thompson
- Rodney Clarke